# تاولوکلت
تاولوکلت (به فرانسوی: Taouloukoult) یک منطقهٔ مسکونی در مراکش است که در استان شیشاوه واقع شده‌است. تاولوکلت ۱۰٬۶۶۸ نفر جمعیت دارد.